# Łęknica
Łęknica (česky Leknice, německy Lugknitz, hornolužickosrbsky Wjeska) je město v západním Polsku v Lubušském vojvodství v okrese Żary. Protéká jím Lužická Nisa, která zde tvoří hranici mezi Polskem a Německem, na německém břehu řeky se nachází město Bad Muskau. V roce 2021 zde žilo 2 364 obyvatel.

## Název
Jméno města se několikrát měnilo. Po válce (v letech 1945–1947) se jmenovalo Łuknica, pak Ługnica, následně Łęknice a od roku 1956 Łęknica.

## Historie
Městská práva byla Łęknici udělena roku 1452. V té době byla součástí Mužakowa (Bad Muskau). Rozkvět města nastal na přelomu 19. a 20. století, kdy se v jeho okolí začalo těžit hnědé uhlí. To přineslo také rozvoj průmyslu (například sklářství). Během druhé světové války ale došlo k poničení města (zničeno bylo asi 70 % města) a po válce, když se Lužická Nisa stala hraniční řekou, došlo k rozdělení města Bad Muskau na dvě části.

## Partnerská města
- Bad Muskau, Německo
- Hejnice, Česko